# UFC 216
UFC 216: Ferguson vs. Lee var en MMA-gala som arrangerades av Ultimate Fighting Championship och ägde rum 7 oktober 2017 i Las Vegas i USA. 

## Resultat
1. ↑  Interimtitelmatch i lättvikt.
2. ↑  Titelmatch i flugvikt.